# Wilia (polski zespół folklorystyczny na Litwie)
Polski Zespół Artystyczny Pieśni i Tańca „Wilia” – pierwszy zespół artystyczny powołany przez Polaków mieszkających po wojnie na terytorium ZSRR, występujący z repertuarem w języku polskim i propagujący elementy polskiego folkloru. Oprócz działalności artystycznej stanowił on swego rodzaju „kuźnię kadr” przyszłych działaczy społecznych, organizacji działających wśród polskiej mniejszości na Litwie.

## Historia
Po wyparciu w lipcu 1944 roku Niemców z okupowanych terenów Litwy, łącznie z Wileńszczyzną przyłączoną do niej w 1940 roku, Polski Komitet Wyzwolenia Narodowego (PKWN) i rząd Litewskiej Socjalistycznej Republiki Radzieckiej (LSRR) podpisały układ „O ewakuacji obywateli polskich z terytorium LSRR i ludności litewskiej z terytorium Polski”. Korzystając z tego układu do 1947 roku obszar wcielonej do Litwy Wileńszczyzny opuściło 171 168 jej dawnych mieszkańców. W czasie przesiedlenia ludności, do końca 1945 roku, w Wilnie działały jeszcze dwa polskie teatry. Jednak później przez całą dekadę Polacy byli pozbawieni występów artystycznych w ich języku ojczystym. Sytuacja zmieniła się w roku 1955, kiedy obchodzono setną rocznicę śmierci Adama Mickiewicza. Wtedy to Jerzy Orda, jeden z niewielu przedwojennych inteligentów wileńskich, którzy pozostali w tym mieście, zachęcił grupę młodzieży polskiej do zorganizowania okazjonalnego wieczoru artystycznego. Wśród uczestników występujących w tym programie znaleźli się studenci Uniwersytetu Wileńskiego, Wileńskiego Instytutu Pedagogicznego oraz grupa poetów amatorów skupionych w Kółku Literackim przy redakcji „Czerwony Sztandar”. Na program, który odbył się w sobotę 19 marca 1955 roku, złożyły się występy chóru, inscenizacje, recytacje oraz występy solistów. Jednym z nich był Romuald Twardowski. Ze względu na duże zainteresowanie tym występem postanowiono powołać stały zespół artystyczny, który częściej będzie mógł przygotowywać programy artystyczne dla wileńskich Polaków. W ten sposób powstał Polski Zespół Twórczości Amatorskiej. Do listopada 1955 trwało kształtowanie ostatecznego charakteru tej inicjatywy. Dopiero po występie 27 listopada 1955 zespół uzyskał stabilnego sponsora i bazę do ćwiczeń jakim był Republikański Pałac Kultury Związków Zawodowych. Kierownikiem chóru został Wiktor Turowski, zaś tancerzami zajęła się, przedwojenna tancerka Teatru Wielkiego w Warszawie, Zofia Gulewicz. Dyrygentem orkiestry został zaś litewski chórmistrz pracujący już z litewskim zespołem „Lietuva” Eduardas Pilypaitis. W tym czasie zespół przyjął nazwę „Wilia” i od tego momentu zaczyna się okres jego właściwej działalności.
W pierwszych latach działalności zespół borykał się z licznymi trudnościami natury technicznej i materialnej. Pierwszą bolączką był brak odpowiedniej liczby strojów ludowych. Pomoc ze strony Polski dla wileńskich Polaków była symboliczna, a były to konkretnie cztery stroje krakowskie przekazane przez polski MSZ. Kompletowanie strojów trwało do marca 1958, kiedy to „Wilia” mogła odbyć koncert z udziałem całego zespołu w strojach regionalnych.
Przez kolejne lata „Wilia” profesjonalizuje swoje występy i odbywa koncerty nie tylko na Litwie, ale i w innych ówczesnych republikach radzieckich. Przy okazji takich wyjazdów w 1962 roku nawiązano współpracę z Polskim Teatrem Ludowym we Lwowie, prowadzonym przez Piotra Hausvatera, dzięki czemu zorganizowano szereg wspólnych występów. Dla Polaków na terenie ZSRR występy „Wilii” były ważnym czynnikiem integrującym. Spektakl zespołu był zawsze okazją do „policzenia się” Polaków w danej miejscowości, a to w późniejszych latach, kiedy sytuacja stała się bardziej sprzyjająca, pomagało w podejmowaniu decyzji o włączeniu się do działań na rzecz polskiej mniejszości.
Nieprzerwana działalność zespołu „Wilia” doprowadziła do stworzenia środowiska osób aktywnych, które nie tylko realizowały się artystycznie, ale także zdobywały umiejętności poruszania się w labiryncie radzieckiej administracji, co pozwalało im czynnie włączyć się po 1987 roku w tworzenie najpierw Stowarzyszenia Społeczno-Kulturalnego Polaków na Litwie, a następnie Związku Polaków na Litwie. Kiedy prześledzi się biografie osób aktywnie działających na rzecz polskości na Litwie, to okaże się, że znaczna część z tych najaktywniejszych miała w swoim życiu epizod związany z „Wilią”.
Działalność „Wilii” i jej sukcesy, a także powstanie sporej grupy osób przygotowanej profesjonalnie do prowadzenia i organizowania działalności artystycznej zaowocowała powstawaniem innych polskich zespołów. W 1976 roku były członek „Wilii” Władysław Korkuć razem z Heleną Rotkiewicz zorganizowali w wileńskiej, polskiej szkole nr 19 zespół „Wilenka”, który był dziecięcym odpowiednikiem „Wilii”. Do roku 1989 w kolejnych polskich szkołach na Litwie powstawało łącznie 46 następnych dziecięcych zespołów folklorystycznych. Według stanu na rok 1993 na Litwie działało łącznie 61 zespołów, chórów, kapel i jedna orkiestra. Inny członek zespołu „Wilia, Jan Mincewicz, jesienią 1980 roku założył w Niemenczyńskiej Szkole Średniej chór „Jutrzenka”, który 1 maja 1981 roku przekształcił się w Polski Zespół Ludowy Pieśni i Tańca „Wileńszczyzna”. W 1989 roku radziecka wytwórnia płytowa „Miełodija” wydała płytę długogrająca tego zespołu – „Wileńszczyzna” (nr katalogowy C30 28327 005).
„Wilia” działa do dzisiaj i pozostaje najstarszym polskim zespołem na Litwie. Ciągle prowadzony jest nabór nowych artystów.
W 1984 roku zespół został wyróżniony Nagrodą im. Oskara Kolberga.